# Deadsoul Tribe
Deadsoul Tribe war eine österreichische Progressive-Metal-Band aus Wien, die im Jahr 2001 gegründet wurde und sich 2009 auflöste.

## Geschichte
Die Band wurde im Jahr 2001 von Devon Graves gegründet, nachdem er vorher bereits unter dem Namen Buddy Lackey bei Psychotic Waltz tätig war. Der US-Amerikaner Graves war vorher der Liebe wegen von San Diego nach Wien gezogen. Neben Graves bestand die Band aus dem Schlagzeuger Adel Moustafa, dem Bassisten Roland Ivenz und dem Gitarristen Volker Wilschko. Auf dem 2002 über InsideOut erschienen, selbstbetitelten Debütalbum spielte Graves noch die E-Gitarre, den Bass, das Keyboard, die Flöte, sorgte für Perkussion und übernahm den Gesang. Im selben Jahr nahm die Band zudem am ProgPower Europe teil. In der Folgezeit wurde Gitarrist Wilschko durch Roland „Rollz“ Kerschbaumer ersetzt. 2003 schloss sich das zweite Album A Murder of Crows an, das bereits wie der Vorgänger von Graves produziert worden war. Im Jahr 2004 spielte die Band auf dem Rock Hard Festival, ehe Ende August das dritte Album The January Tree erschien. Im August nahm die Band am Metalcamp im slowenischen Tolmin teil und spielte im selben Monat auf dem Summer Breeze. Im September schlossen sich Auftritte zusammen mit Threshold an. Zudem spielte die Band weitere Konzerte, unter anderem auch in Heidelberg. Danach arbeitete die Band an ihrem nächsten Album, das Anfang November 2005 unter dem Namen The Dead Word erschien. Anfang 2006 ging die Band dann zusammen mit Sieges Even auf Tour. Anfang Oktober verunfallte Kerschbaumer mit seinem Skateboard, wobei er sich das Bein brach und sich an der Schulter verletzte. Bei einem Auftritt in Ankara Mitte Oktober spielte er daraufhin im Rollstuhl. Danach begannen die Arbeiten zum nächsten Album, das zunächst als Doppelalbum gedacht war. Der Tonträger, jedoch mit nur einer CD, erschien Ende August 2007 unter dem Namen Lullaby for the Devil. Im Jahr 2008 nahm die Band am ProgPower Scandinavia teil. Danach wurde es still um die Band. Graves versuchte vergeblich Psychotic Waltz wiederzubeleben und beendete das Projekt Deadsoul Tribe und gründete daraufhin die Band The Shadow Theory.

## Stil

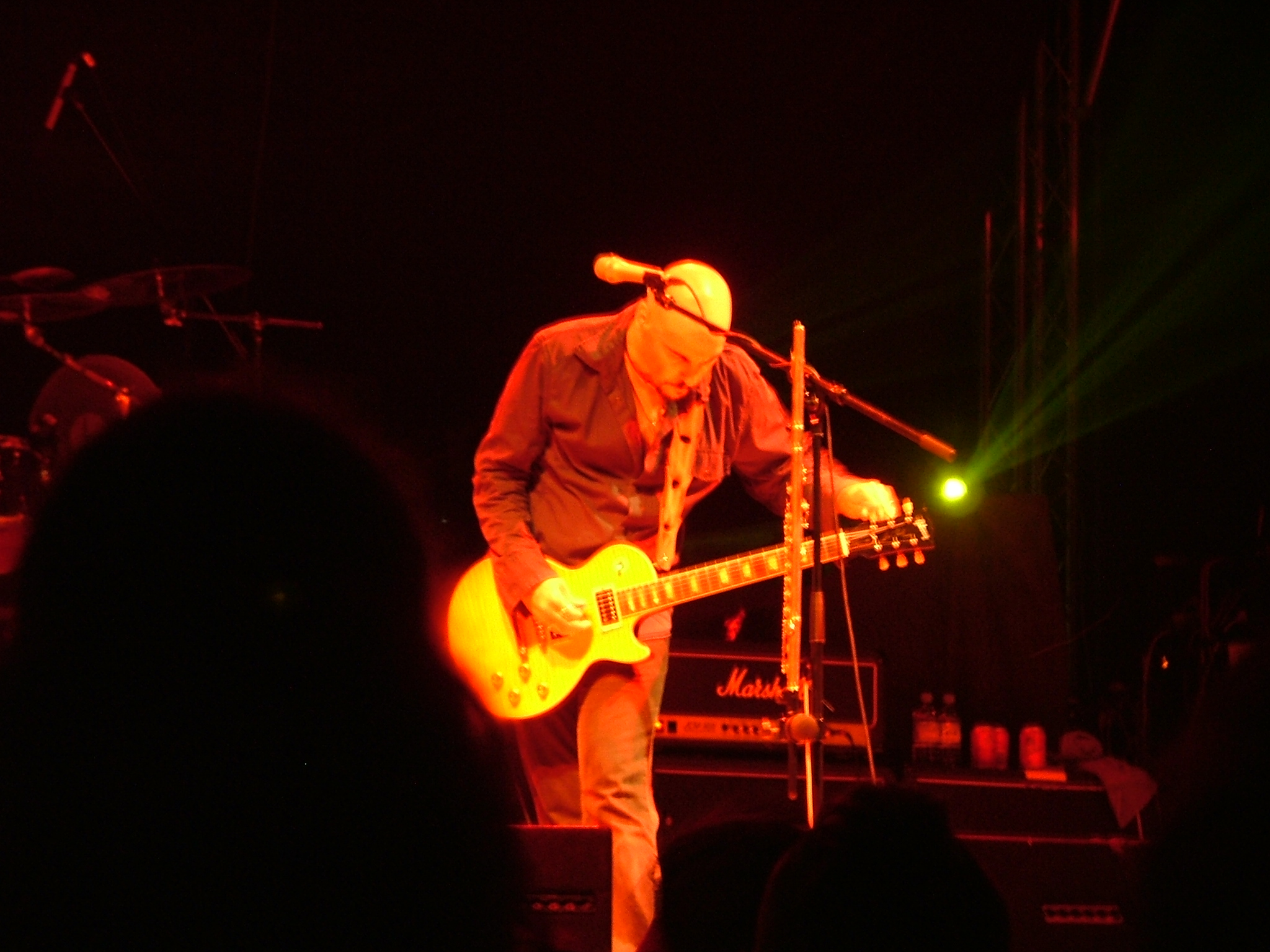
Frontmann Devon Graves

Die Musik auf Deadsoul Tribe glich laut laut.de der Musik von Psychotic Waltz, wobei die Atmosphäre als düsterer bezeichnet wird. Matthias Mineur beschrieb das Album im Metal Hammer als „zumeist schwermütigen, mitunter recht zähflüssigen Progressive Metal, der aus vielen Moll-Akkorden sowie verminderten Tonarten besteht“. Das Flötenspiel erinnerte zudem an Ian Anderson (Jethro Tull). A Murder of Crows setzte dies laut laut.de fort, wobei das Schlagzeug und der Bass die dominierenden Instrumente waren. Wie bereits beim Debüt wurden verschiedene Instrumente, wie etwa eine Querflöte, verwendet. Matthias Mineur schrieb zudem, dass die Gitarrenriffs an Power Metal erinnerten. Den Titel des Albums fand er, wie er erklärte, auf folgende Weise: „.Ich entdeckte eine Krähe, die auf einer Stromleitung saß. Sie schien lebendig zu sein, war aber tot. Wenige Meter weiter sah ich eine Krähe, die in eine Stromleitunggeflogen sein muss. Ihr Flügel waren gespreizt wie bei einer Kreuzigung. Es muss ein scheußlicher Tod gewesen sein. Somit stand der Titel fest: A MURDER OF CROWS.“. The January Tree wies laut Detlef Dengler vom Metal Hammer eine Mischung aus Kreativität und Eingängigkeit auf und beschrieb die Musik als ein Mix aus Tool, Jethro Tull und Black Sabbath. Graves beschrieb, dass er klanglich den „Hörer in einen stockfinsteren Raum mitnehmen und ihm die Tür zeigen“ wollte. Als lyrische Einflüsse gab er die Anastasia-Erzählungen des russischen Autors Wladimir Megre an. Auf The Dead Word nahmen die elektronischen Einflüsse laut laut.de zu, sodass etwa Loops verwandt wurden, wodurch die Band gelegentlich an Tool erinnerte. Das Album erinnerte laut Detlef Dengler vom Metal Hammer an den Mittelteil des Psychotic-Waltz-Liedes Butterfly vom Album Into the Everflow erinnern. Auf A Lullaby for the Devil spielte die Band laut Detlef Dengler vom Metal Hammer abwechslungsreichen Progressive Metal, was sich vor allem in Gesang zeigte. In den Liedern waren Einflüsse von Graves’ vorheriger Band Psychotic Waltz sowie Tool und Jethro Tull zu hören.
Graves selbst gibt Künstler wie Tool, A Perfect Circle, Jethro Tull, Black Sabbath, OSI, Led Zeppelin, Jimi Hendrix und Queen als seine Haupteinflüsse an. Zudem wird er durch Filme, Bücher, Bilder, Träume, Musik, die Natur und die Gesellschaft inspiriert.

## Diskografie
- 2002: Deadsoul Tribe
- 2003: A Murder of Crows
- 2004: The January Tree
- 2005: The Dead Word
- 2007: A Lullaby for the Devil